# 庫魯拉航空
庫魯拉航空（kulula）是一間南非的廉價航空公司，主要服務國內的航線，部分航班是往南非的鄰近國家，例如納米比亞、津巴布韋等。樞紐機場為奧利弗·坦博國際機場。
航空公司的名字：kulula的意思是輕或很容易。

## 歷史
庫魯拉航空成立於2001年7月，同年8月開始正式运营，是南非商务航空屬下的航空公司，庫魯拉航空初期是一家廉價航空公司。

## 目的地
以下是Kulula.com航空公司的目的地：

### 非洲南部
- 毛里裘斯（西沃萨古尔·拉姆古兰爵士国际机场）
- 納米比亞
  - 溫得和克（溫得和克霍齊亞庫塔科國際機場）
- 南非
  - 開普敦（開普敦國際機場）重點城市
  - 德班（德班國際機場）重點城市
  - 喬治（喬治機場）
  - 約翰內斯堡（奧利弗·坦博國際機場）樞紐機場
  - 蘭沙莉亞（英语：Lanseria）（蘭沙莉亞機場（英语：Lanseria Airport））
  - 伊利莎伯港（伊利莎伯港機場）
- 贊比亞
  - 盧薩卡（盧薩卡國際機場）
  - 恩多拉（恩多拉機場）
- 津巴布韋
  - 哈拉雷（哈拉雷國際機場）

## 機隊

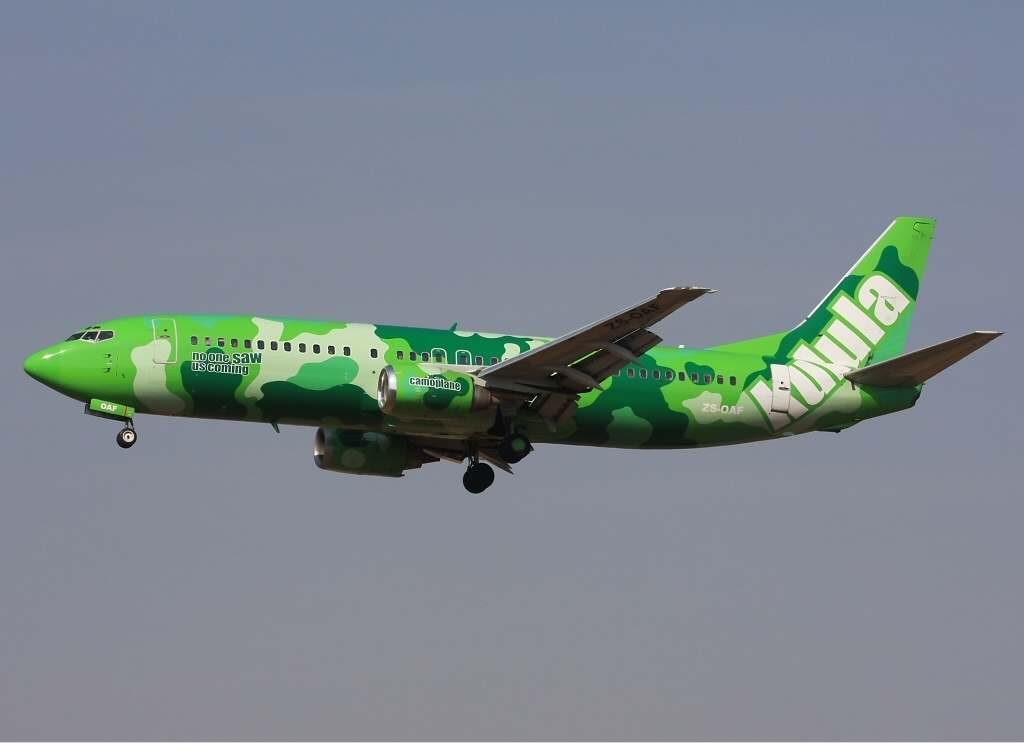
库鲁拉航空的一架波音737-400正在进近

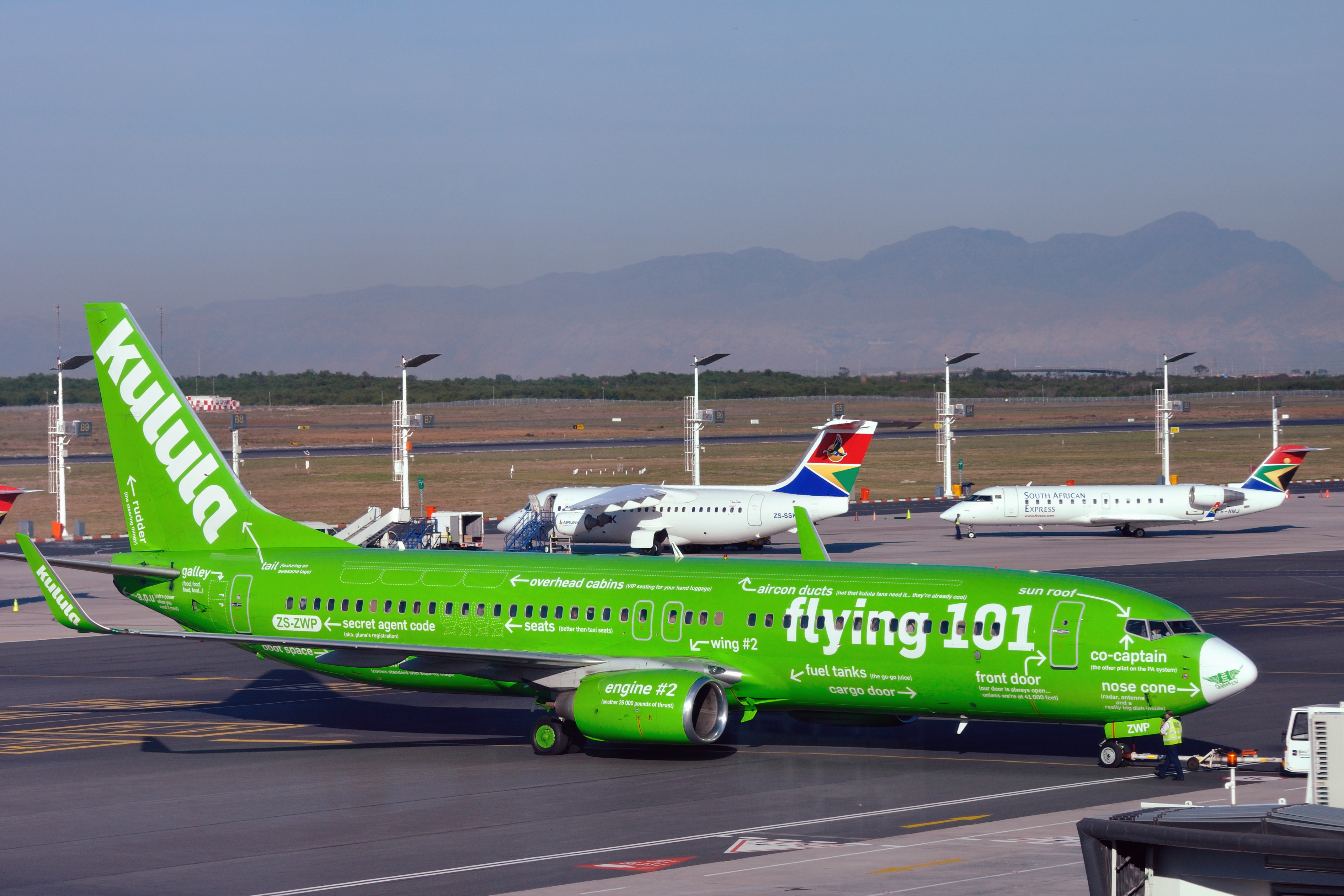
库鲁拉航空的一架波音737-800

截至2015年1月，库鲁拉航空的机队平均机龄为11.3年，详情如下：

### 已退役机队

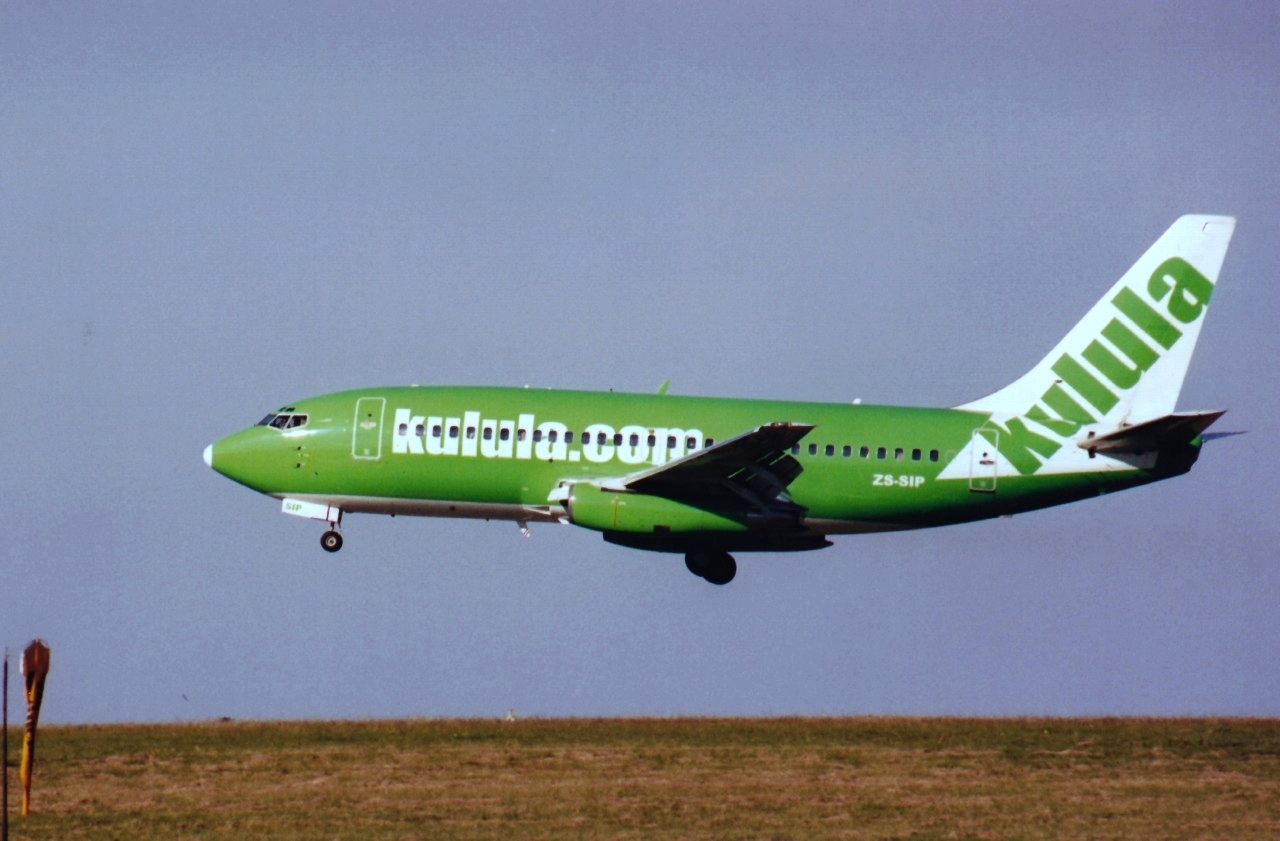
库鲁拉航空的一架波音737-200

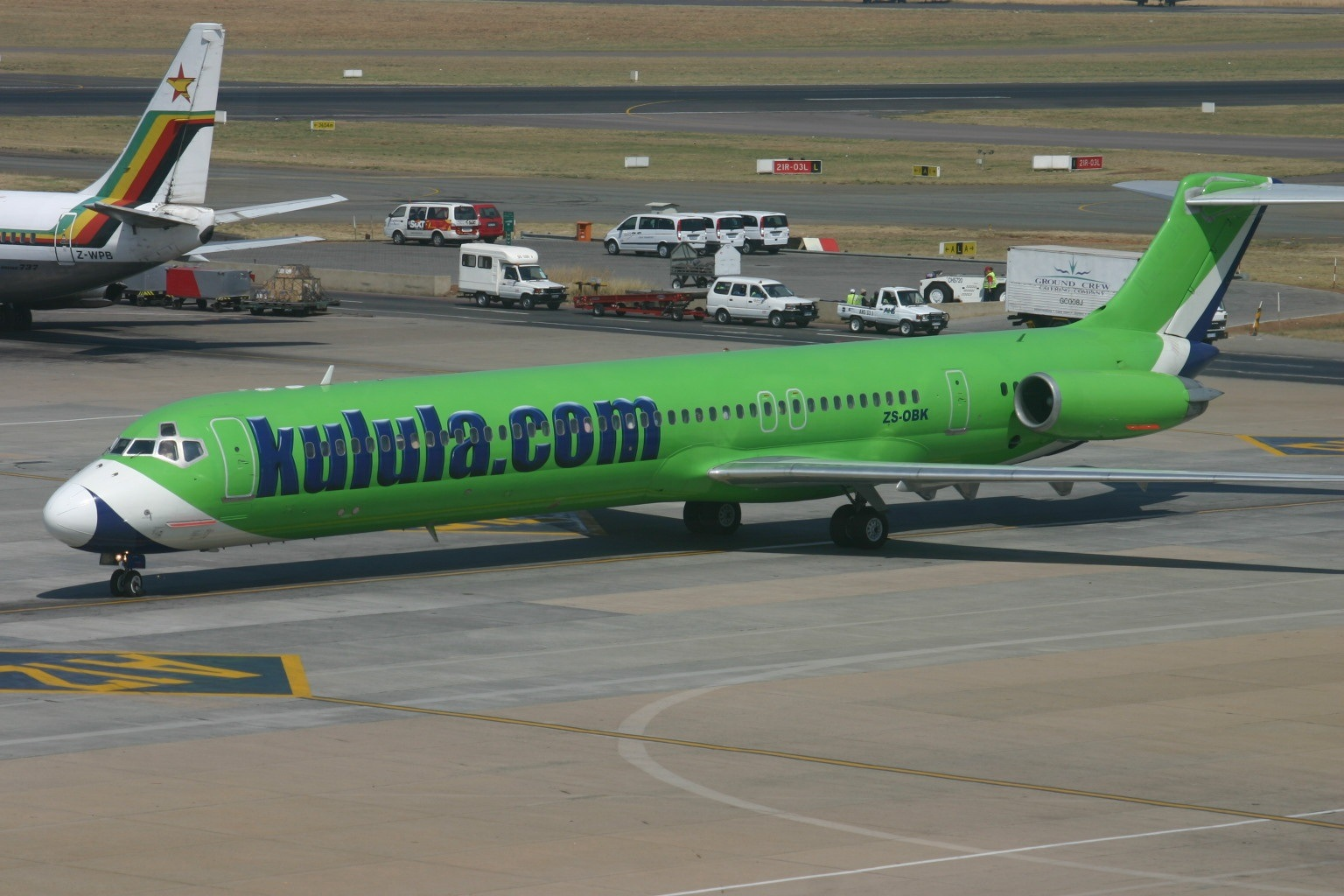
库鲁拉航空的一架MD-82

- 波音737-200
- 麦克唐纳·道格拉斯MD-82

## 機內服務
芒果航空有一個上機前購買計劃，提供飲品和食物。

## 外部連結
- Kulula.com （页面存档备份，存于）
- Kulula